# Bactrocera wanangiae
Bactrocera wanangiae is een vliegensoort uit de familie van de boorvliegen (Tephritidae). De wetenschappelijke naam van de soort werd voor het eerst geldig gepubliceerd in 2016 door Drew en Hancock.